# Cratere Shambe
Shambe  è un cratere sulla superficie di Marte.